# Chọn lọc tự nhiên

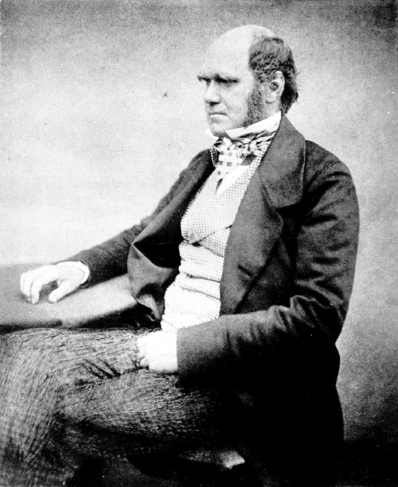
Sinh học hiện đại bắt đầu vào thế kỷ 19 với công trình của Charles Darwin về sự tiến hóa bằng chọn lọc tự nhiên.

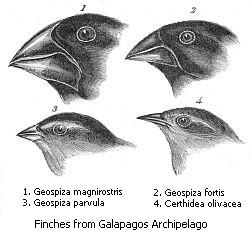
Một số loài sẻ ở Ga-la-pa-gôt có nguồn gốc từ sẻ đất liền.

Chọn lọc tự nhiên là quá trình phân hóa khả năng sống sót và mức thành đạt sinh sản của các kiểu gen khác nhau trong quần thể, từ đó dẫn đến đào thải các kiểu hình kém thích nghi, đồng thời tăng cường khả năng sống sót của các dạng thích nghi, tạo cơ hội cho các kiểu gen thích nghi này đóng góp vào vốn gen của quần thể ở thế hệ sau.
Chọn lọc tự nhiên là cơ chế chủ chốt của tiến hóa. Thuật ngữ "chọn lọc tự nhiên" được Charles Darwin đề xuất (năm 1859), đã được khoa học chấp nhận và phổ biến rộng rãi.
Chọn lọc tự nhiên là nền tảng của sinh học hiện đại. Khái niệm này do Darwin và Alfred Russel Wallace trình bày chung trong các văn bản vào năm 1858. Sau đó tổng hợp lại trong cuốn sách mang tính ảnh hưởng của Darwin năm 1859 là On the Origin of Species by Means of Natural Selection, or the Preservation of Favoured Races in the Struggle for Life. Ông mô tả chọn lọc tự nhiên cũng tương tự như chọn lọc nhân tạo, là một quá trình mà động vật và thực vật có những đặc điểm mà các nhà lai tạo coi là nên được ưu tiên sinh sản một cách có hệ thống. Ban đầu khái niệm chọn lọc tự nhiên phát triển khi chưa có lý thuyết xác đáng về tính di truyền; nghĩa là vào thời điểm Darwin viết bài, khoa học vẫn chưa phát triển các lý thuyết hiện đại về di truyền học. Sự kết hợp giữa thuyết tiến hóa Darwin với những khám phá trong ngành di truyền học cổ điển sau này đã hình thành nên thuyết tiến hóa tổng hợp giữa thế kỷ 20. Việc bổ sung di truyền phân tử đã dẫn lối cho việc phát triển tiến hóa sinh học, giải thích quá trình tiến hóa tính từ cấp độ phân tử. Trong khi kiểu gen có thể thay đổi từ từ dựa trên quá trình trôi dạt di truyền ngẫu nhiên, thì chọn lọc tự nhiên vẫn là cách giải thích chính cho quá trìnhtiến hóa thích nghi.

## Lịch sử phát triển

### Các lý thuyết trước thời của Darwin

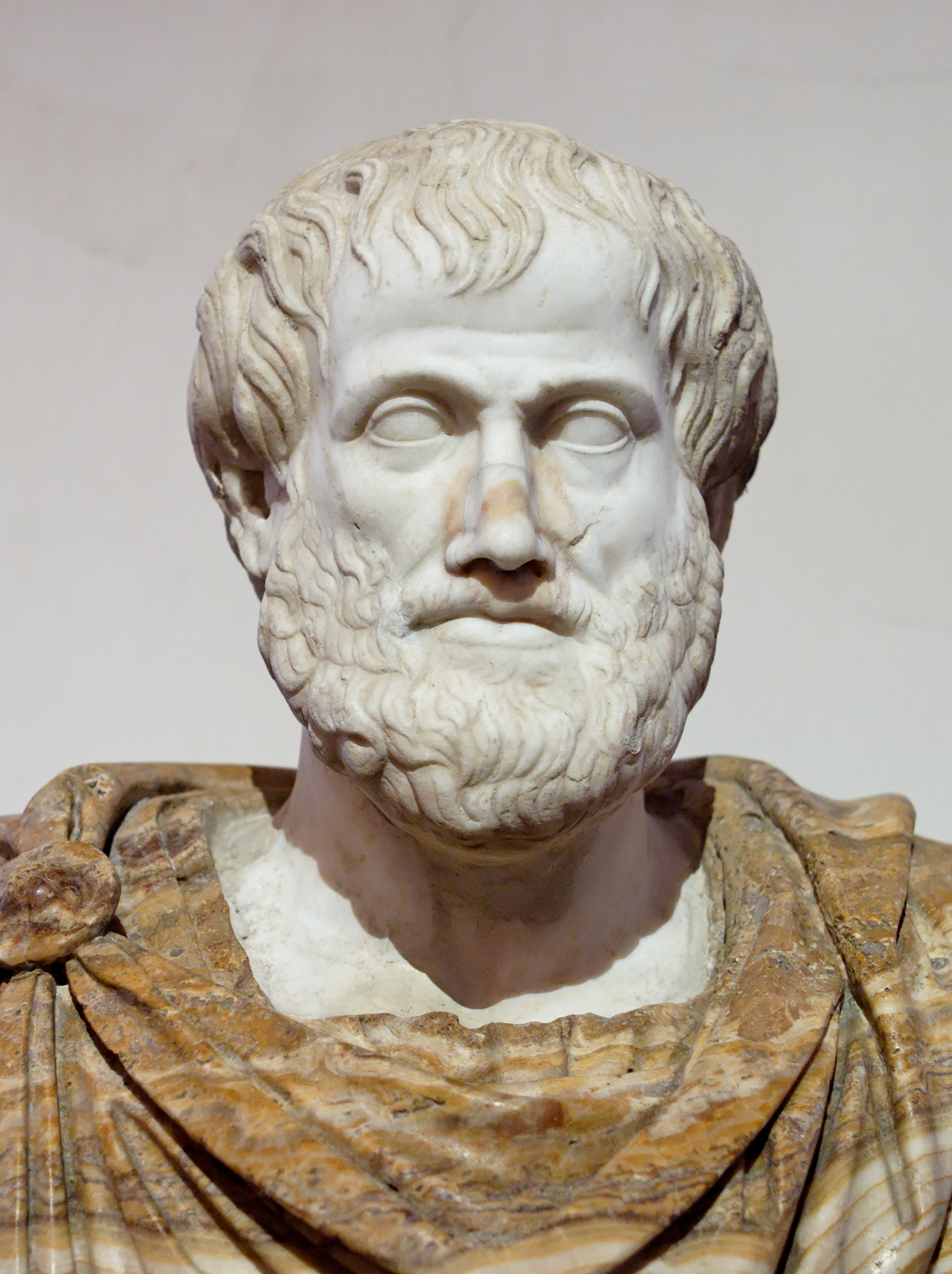
Aristotle từng xem xét liệu các dạng khác nhau có thể xuất hiện hay không, hay chỉ những dạng hữu ích mới tồn tại.

Một số triết gia của thời đại cổ điển, bao gồm cả Empedocles và người kế tục đầy trí tuệ của ông là nhà thơ La Mã Lucretius, bày tỏ ý tưởng cho rằng tự nhiên sinh ra nhiều loại sinh vật một cách ngẫu nhiên, và chỉ những sinh vật có thể sống sót và sinh sản thành công mới tồn tại lâu dài. Trong Quyển II của sách Physics, Aristotle đã chỉ trích tư tưởng của Empedocles khi cho rằng các sinh vật hình thành hoàn toàn là do hoạt động ngẫu nhiên của các nguyên nhân như nóng và lạnh. Ông đặt vị trí mục đích luận vào vị trí của nó, và tin rằng hình thức này hoàn toàn là có mục đích, đồng thời trích dẫn tính di truyền đều đặn ở các loài như một bằng chứng. Tuy nhiên, ông thừa nhận trong thuyết sinh học rằng các loại động vật mới, quái thai (τερας), có thể xuất hiện trong những trường hợp rất hiếm (Generation of Animals, Quyển IV). Trích dẫn trong ấn bản năm 1872 của Darwin về Nguồn gốc các loài, Aristotle đã xem xét liệu các dạng khác nhau (ví dụ, răng) có thể đã xuất hiện một cách ngẫu nhiên hay là không, hay chỉ những dạng hữu ích mới tồn tại:
Vậy điều gì cản trở các bộ phận khác nhau [của cơ thể] khỏi mối quan hệ đơn thuần là ngẫu nhiên này trong tự nhiên? chẳng hạn như răng mọc lên do nó là điều cần thiết, răng trước phải sắc nhọn, thích hợp để xé, răng hàm phẳng, và có thể dùng để nghiền nhỏ thức ăn; vì chúng không được tạo ra vì mục đích này, mà đó là kết quả của sự ngẫu nhiên. Và theo cách tương tự như đối với các phần khác, kết luận ở đây là trong đó dường như tồn tại một sự thích nghi. Do đó, bất cứ nơi nào, tất cả mọi thứ cùng nhau (tức là tất cả các bộ phận của một tổng thể) xảy ra như thể chúng được tạo ra vì lợi ích của một cái gì đó, chúng được bảo tồn, cấu thành một cách thích hợp bởi tính tự phát bên trong, và bất kỳ thứ gì không được cấu thành như vậy, phải diệt vong, và vẫn đang tàn lụi đi.— Aristotle, Physics, Quyển II, Chương 8

## Ví dụ
Theo Darwin, các loài sẻ ông nghiên cứu ở quần đảo Galápagos đều có chung tổ tiên từ một loài sẻ sống trên đất liền ven biển Ecuador cách quần đảo ngót 1000 km. Một số cá thể đầu tiên phát tán ra quần đảo này sống sót, trải qua thời gian lâu dài đã thích nghi với các môi trường khác nhau, kiểu hình tương tự nhau, nhưng khác nhau đặc biệt về cấu tạo mỏ, dần trở thành các loài mới, mà người ta gọi nhóm loài này là Sẻ Darwin. Đó là kết quả của chọn lọc tự nhiên trên cùng một đối tượng, tạo thành nhiều loài khác nhau. 

## Vai trò
Chọn lọc tự nhiên rất quan trọng trong quá trình tiến hóa của các loài sinh vật.

## Tác động
Những ý tưởng của Darwin, cùng với những ý tưởng của Adam Smith và Karl Marx, đã có ảnh hưởng sâu sắc đến tư tưởng thế kỷ 19, bao gồm cả tuyên bố cấp tiến của ông cho rằng "các hình thức được xây dựng công phu, rất khác nhau và phụ thuộc vào nhau theo một cách rất phức tạp" đã phát triển từ những hình thức đơn giản nhất của cuộc sống bằng một vài nguyên tắc đơn giản. Điều này đã truyền cảm hứng cho một số người ủng hộ nhiệt thành nhất của Darwin—và kích động sự phản đối mạnh mẽ nhất. Theo Stephen Jay Gould, chọn lọc tự nhiên có sức mạnh để "truất ngôi một số thứ sâu thẳm và truyền thống nhất của tư tưởng phương Tây", chẳng hạn như niềm tin về việc cho rằng con người có một vị trí đặc biệt trên thế giới.
Theo cách nói của nhà triết học Daniel Dennett, "ý tưởng nguy hiểm của Darwin" về sự tiến hóa do chọn lọc tự nhiên là một loại "axit vạn năng", không thể bị giới hạn trong bất kỳ bình hay vật chứa nào, vì nó sẽ sớm bị rò rỉ ra ngoài và sẽ ngày càng lan rộng ra. Do đó, trong suốt những thập kỷ qua, khái niệm chọn lọc tự nhiên đã lan rộng từ sinh học tiến hóa sang các ngành khác, bao gồm tính toán tiến hóa, học thuyết Darwin lượng tử, kinh tế học tiến hóa, nhận thức luận tiến hóa, tâm lý học tiến hóa và chọn lọc tự nhiên vũ trụ. Khả năng ứng dụng không giới hạn này đã được gọi là học thuyết Darwin phổ quát.

## Hình ảnh

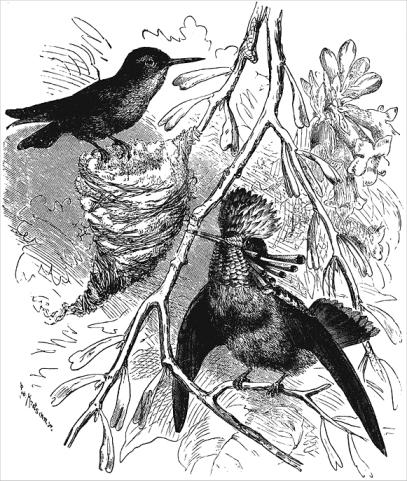

## Nghiên cứu thêm
- Đối với độc giả kỹ thuật
  - Gould, Stephen Jay (2002). The Structure of Evolutionary Theory. Harvard University Press. ISBN 0-674-00613-5.
  - Maynard Smith, John (1993). The Theory of Evolution: Canto Edition. Cambridge University Press. ISBN 0-521-45128-0.
  - Popper, Karl (1978) Natural selection and the emergence of mind. Dialectica 32:339-55. See  Lưu trữ ngày 22 tháng 4 năm 2021 tại Wayback Machine
  - Sober, Elliott (1984) The Nature of Selection: Evolutionary Theory in Philosophical Focus. University of Chicago Press.
  - Williams, George C. (1966) Adaptation and Natural Selection: A Critique of Some Current Evolutionary Thought. Oxford University Press.
  - Williams George C. (1992) Natural Selection: Domains, Levels and Challenges. Oxford University Press.
- Đối với độc giả nói chung
  - Dawkins, Richard (1996) Climbing Mount Improbable. Penguin Books, ISBN 0-670-85018-7.
  - Dennett, Daniel (1995) Darwin's Dangerous Idea: Evolution and the Meanings of Life. Simon & Schuster ISBN 0-684-82471-X.
  - Gould, Stephen Jay (1997) Ever Since Darwin: Reflections in Natural History. Norton, ISBN 0-393-06425-5.
  - Jones, Steve (2001) Darwin's Ghost: The Origin of Species Updated. Ballantine Books ISBN 0-345-42277-5. Also published in Britain under the title Almost like a whale: the origin of species updated. Doubleday. ISBN 1-86230-025-9.
  - Lewontin, Richard (1978) Adaptation. Scientific American 239:212-30
  - Mayr, Ernst (2001) What evolution is. Weidenfeld & Nicolson, London. ISBN 0-297-60741-3
  - Weiner, Jonathan (1994) The Beak of the Finch: A Story of Evolution in Our Time. Vintage Books, ISBN 0-679-73337-X.
- Sử học
  - Zirkle, C (1941). "Natural Selection before the "Origin of Species". Proceedings of the American Philosophical Society. Quyển 84 số 1. tr. 71–123.
  - Kohm M (2004) A Reason for Everything: Natural Selection and the English Imagination. London: Faber and Faber. ISBN 0-571-22392-3. For review, see  van Wyhe J (2005) Human Nature Review 5:1-4